# Magico Dan, super campione
Magico Dan, super campione (炎の闘球児 ドッジ弾平?, Honoo no toukyuuji Dodge Danpei) è un anime shōnen del 1991 di genere sportivo, inerente al gioco del Dodgeball.
È tratto dall'omonimo manga del 1989 scritto da Tetsuhiro Koshita, autore del più noto Let's & Go - Sulle ali di un turbo; il manga venne pubblicato per la prima volta sulla rivista Bessatsu CoroCoro Comic.
In Italia l'anime è stato trasmesso nel 1996 su Junior Tv, per poi venire replicato su varie reti locali. Dan, il protagonista dell'anime, è doppiato da Veronica Pivetti.

## Trama
Il protagonista dell'opera è Dan (Danpei Ichigeki nella versione Giappone), un minuto ma abile giocatore di palla schivata, figlio di un defunto campione di tale sport.
Grazie all'amico Mickey riesce ad entrare nella squadra di Dodgeball nonostante la giovane età e, dopo durissimi allenamenti, riesce a stabilirsi come pedina fondamentale della squadra.
Il suo obbiettivo è quello di riuscire ad emulare il "Lancio di fuoco", tecnica speciale che aveva reso suo padre celebre in ambito sportivo. Arriverà a confrontarsi addirittura in un torneo internazionale.

## Episodi
| Nº | Titolo italiano Giapponese 「Kanji」 - Rōmaji                                                                                             | In onda           | In onda |
| Nº | Titolo italiano Giapponese 「Kanji」 - Rōmaji                                                                                             | Giapponese        |         |
| 1  | Una grande passione 「誕生!炎の闘球児」 - tanjou! honoo no toukyuuji                                                                      | 14 ottobre 1991   |         |
| 2  | Il primo esame per Dan 「恐怖の千球ドッジ」 - kyoufu no senkyuu dojji                                                                     | 21 ottobre 1991   |         |
| 3  | Un duro allenamento 「炎上山の猛特訓」 - enjou yama no moutokkun                                                                          | 28 ottobre 1991   |         |
| 4  | La grande sfida 「打倒!球小四天王」 - datou! kyuu shoushitennou                                                                           | 4 novembre 1991   |         |
| 5  | Un misterioso rivale 「見えたぞ炎のマーク! 倒せ謎の闘球児!!」 - mieta zo honoo no maku! taose nazo no toukyuuji!!                         | 11 novembre 1991  |         |
| 6  | La squadra avversaria 「恐怖の闘球ドーム やるぜ鉄球ドッジ」 - kyoufu no toukyuu doomu yaruze tekkyuu dojji                                | 18 novembre 1991  |         |
| 7  | La sfida tra Chicco e Dan 「弾平を超える! 珍念・炎の平均台勝負」 - danpei wo koeru! chinnen honoo no heikindai shoubu                     | 25 novembre 1991  |         |
| 8  | La paura dei sette metri 「怖くないぜ! 7メートルへのチャレンジ」 - kowakunai ze! 7 meetoru he no charenji                                 | 2 dicembre 1991   |         |
| 9  | Un piccolo infortunio 「レギュラーをつかめ! 傷ついた指の豪速球」 - regyuraa wo tsukame! kizutsuita yubi no gousokkyuu                     | 9 dicembre 1991   |         |
| 10 | La prima partita di Dan 「いくぞ大河! 勝利をよぶか弾平初決戦」 - ikuzo taiga! shouri wo yobu ka danpei hatsu kessen                       | 16 dicembre 1991  |         |
| 11 | La partita prosegue 「激闘延長戦 敵の必殺フォーメーションを破れ!」 - gekitou enchousen teki no hissatsu foomeeshon wo yabure!             | 23 dicembre 1991  |         |
| 12 | Da solo sotto la pioggia 「雨の中の激突 驚異のダブルヒット」 - ame no naka no gekitotsu kyoui no daburu hitto                             | 6 gennaio 1992    |         |
| 13 | La gara ad oltranza 「無制限延長戦 スーパーショット対決」 - museigen enchousen suupaashotto taiketsu                                      | 13 gennaio 1992   |         |
| 14 | Una squadra venuta da lontano 「全国武者修行 土佐から来た凄いチーム」 - zenkoku mushashuugyou tosa kara kita sugoi chiimu                 | 20 gennaio 1992   |         |
| 15 | Il colpo di scena 「タイムアップ10秒前 奇跡の超変化球」 - taimuappu 10 byou mae kiseki no chou henkakyuu                                  | 27 gennaio 1992   |         |
| 16 | Dodgeball contro calcio 「豪球対決! スーパードッジ対サッカー」 - goukyuu taiketsu! suupaadojji tai sakkaa                                 | 3 febbraio 1992   |         |
| 17 | Una bella lezione 「強烈キック攻撃を止めろ!」 - kyouretsu kikku kougeki wo yamero!                                                        | 10 febbraio 1992  |         |
| 18 | A presto, mio eterno rivale 「あばよ! 永遠のライバル」 - abayo! eien no raibaru                                                           | 17 febbraio 1992  |         |
| 19 | Un nuovo compagno di scuola 「弾平の球を捕った! 謎の転校生登場」 - danpei no tama wo totta! nazo no tenkousei toujou                      | 24 febbraio 1992  |         |
| 20 | Duello a Super Dodgeball 「激闘! ケンカドッジの決着をつけろ」 - gekitou! kenka dojji no kecchaku wo tsukero                               | 2 marzo 1992      |         |
| 21 | Un amico per vincere 「友情の必殺技 ダブルショット」 - yuujou no hissatsuwaza daburu shotto                                               | 9 marzo 1992      |         |
| 22 | Super Dodgeball contro Football Americano 「激突最強球技 スーパードッジ対アメフト」 - gekitotsu saikyou kyuugi suupaadojji tai amefuto    | 16 marzo 1992     |         |
| 23 | Arrivederci, ragazzi! 「さらばキャプテン! さらば四天王!」 - saraba kyaputen! saraba shitennou!                                            | 23 marzo 1992     |         |
| 24 | I nuovi avversari 「新たなるライバル出現」 - arata naru raibaru shutsugen                                                                 | 6 aprile 1992     |         |
| 25 | I temibili avversari 「恐るべき敵ブラックアーマーズ」 - osoru beki teki burakku aamaazu                                                   | 13 aprile 1992    |         |
| 26 | Il ritorno di Taylor 「帰ってきた大河 復活のスカイショット」 - kaette kita taiga fukkatsu no sukai shotto                                 | 20 aprile 1992    |         |
| 27 | La rinascita della squadra 「戦闘(バトル)ドッジで決めろ! 闘球部VS超闘球部」 - sentou (batoru) dojji de kimero! toukyuubu VS choutoukyuubu | 27 aprile 1992    |         |
| 28 | L'allenamento speciale 「勝利への特訓! 打倒ブラックアーマーズ」 - shouri he no tokkun! datou burakku aamaazu                              | 4 maggio 1992     |         |
| 29 | Una partita emozionante 「嵐の闘球決戦! 逆襲ブラックアーマーズ」 - arashi no toukyuu kessen! gyakushuu burakku aamaazu                    | 11 maggio 1992    |         |
| 30 | Un minuto di fuoco 「大苦戦 敵の必殺ショットを破れ!」 - daikusen teki no hissatsu shotto wo yabure!                                       | 18 maggio 1992    |         |
| 31 | L'attacco degli avversari 「危機一髪! 嵐の集中攻撃」 - kiki ippatsu! arashi no shuuchuukougeki                                            | 25 maggio 1992    |         |
| 32 | Il bolide di Marco 「嵐のスピントルネードショット!」 - arashi no supin toruneedo shotto!                                                  | 1º giugno 1992    |         |
| 33 | Lo sforzo finale 「炎の最終決着戦 弾平気力の両手投げ」 - honoo no saishuu kecchakusen danpei kiryoku no ryoute nage                       | 8 giugno 1992     |         |
| 34 | Il lancio vincente 「究極の必殺技 炎のショット!」 - kyuukyoku no hissatsuwaza honoo no shotto!                                            | 15 giugno 1992    |         |
| 35 | Un nuovo rivale 「新たなる宿敵 パワーショットの陸王登場」 - arata naru shukuteki pawaa shotto no rikuou toujou                            | 22 giugno 1992    |         |
| 36 | Non piangere Chicco 「泣くな珍念 これが友情のダブルショットだ」 - naku na chinnen korega yuujou no daburu shotto da                       | 29 giugno 1992    |         |
| 37 | Un avversario invincibile 「恐怖の破壊力 陸王、お前と勝負だ」 - kyoufu no hakairyoku rikuou, omae to shoubu da                            | 6 luglio 1992     |         |
| 38 | Ricordo di un allenatore 「涙の猛特訓 陸王パワーショットの秘密」 - namida no moutokkun rikuou pawaa shotto no himitsu                     | 20 luglio 1992    |         |
| 39 | Inizia il torneo 「嵐粉砕! 直撃パワーショット」 - arashi funsai! chokugeki pawaa shotto                                                   | 27 luglio 1992    |         |
| 40 | Il leggendario Lancio di Fuoco 「伝説の炎のショット 闘球王は誰だ!?」 - densetsu no honoo no shotto toukyuuou wa dare da!?                 | 3 agosto 1992     |         |
| 41 | Dan viene espulso 「大ピンチ! 弾平出場停止処分」 - dai pinchi! danpei shutsujou teishi shobun                                             | 10 agosto 1992    |         |
| 42 | La formazione Pentagonale 「出場停止解除 弾平大逆転フルパワー」 - shutsujou teishi kaijo danpei daigyakuten furu pawaa                    | 17 agosto 1992    |         |
| 43 | La finale 「大荒れ決勝戦 反撃開始はこれからだ!」 - ooare kesshousen hangeki kaishi Wa kore kara da!                                       | 24 agosto 1992    |         |
| 44 | Il miracolo del Lancio di fuoco 「奇跡を呼べ! 伝説の炎のショット」 - kiseki wo yobe! densetsu no honoo no shotto                          | 31 agosto 1992    |         |
| 45 | Il giocatore misterioso 「謎の覆面選手 ヨーロッパからの挑戦状」 - nazo no fukumen senshu yooroppa kara no chousenjou                      | 7 settembre 1992  |         |
| 46 | La sfida decisiva 「最終決着戦 永遠のライバルを倒せ」 - saishuu kecchakusen eien no raibaru wo taose                                      | 14 settembre 1992 |         |
| 47 | L'ultima sfida 「最強のライバル! 最後のゴーファイト!」 - saikyō no raibaru! saigo no goo faito!                                           | 21 settembre 1992 |         |

## Doppiaggio
Il doppiaggio dell'anime venne affidato alla società Deneb Film di Milano e diretto da Federico Danti.
| Personaggio                  | Voce originale | Voce italiana             |
| ---------------------------- | -------------- | ------------------------- |
| Dan                          | Noriko Hidaka  | Veronica Pivetti          |
| Chicco                       |                | Donatella Fanfani         |
| Emily                        |                | Emanuela Pacotto          |
| Ivana, madre di Dan          |                | Cristina Giolitti         |
| Padre di Dan                 |                | Federico Danti            |
| Walter                       |                | Diego Sabre               |
| Mickey                       |                | Luca Semeraro             |
| Taylor                       |                | Nicola Bartolini Carrassi |
| Preside                      |                | Franco Sangermano         |
| Luca                         |                | Claudio Ridolfo           |
| Marco                        |                | Paolo Torrisi             |
| Stefano                      |                | Pasquale Ruju             |
| Presidente della federazione |                | Gianfranco Gamba          |
| Sacerdote del tempio         |                | Sante Calogero            |

## Videogiochi
Dall'opera di Tetsuhiro Koshita sono stati realizzati vari videogiochi che mescolano elementi RPG con lo sport del dodgeball.
I videogiochi, anche se differenti tra loro e prodotti da aziende diverse, sono tutti omonimi e riportano il nome del manga in lingua originale "Honoo no Toukyuuji Dodge Danpei".
Ne sono presenti uno per piattaforma Nintendo Entertainment System, uno per Super Nintendo ed uno per Sega Mega Drive.
Non sono mai stati distribuiti al di fuori del Giappone.